# Tuguinana gressittorum
Tuguinana gressittorum är en insektsart som beskrevs av Young 1986. Tuguinana gressittorum ingår i släktet Tuguinana och familjen dvärgstritar. Inga underarter finns listade i Catalogue of Life.